# Golden Years (1991)
Golden Years (br: Jovem Outra Vez) é uma minissérie de 7 capítulos. Originalmente, o primeiro episódio foi ao ar no dia 16 de Julho de 1991 e terminou em 22 de agosto de 1991 na emissora CBS.

## Sinopse
Quando a explosão de um super-secreto laboratório do governo fere um velho zelador (Keith Szarabajka), ninguém jamais imaginaria as aterrorizantes consequências. O contato com misteriosas substâncias químicas faz com que ele passe por uma bizarra mutaçãoo. Lentamente...incrivelmente...ele vai se tornando mais jovem a cada dia. Agora, um cruel assassino da CIA não se deterá diante de nada, até conseguir capturá-lo e transformá-lo em cobaia. Com seu futuro em risco, o zelador foge com sua mulher (Frances Sternhagen, Sex and the City) e uma decidida agente (Felicity Huffman, Desperate Housewives). Mas enquanto isso, ele continua a se transformar em um ser com poderes tão mortais quanto inacreditáveis.Esta arrepiante visão do lado sombrio da tecnologia, do escritor Stephen King, vai fazendo todo mundo pular da cadeira, do começo ao fim.

## Elenco
- Keith Szarabajka ... Harlan Williams
- Felicity Huffman ... Terry Spann
- Ed Lauter ... Gen. Louis Crewes
- R.D. Call ... Jude Andrews
- Bill Raymond ... Dr. Richard X. Toddhunter
- Frances Sternhagen ... Gina Williams
- Matt Malloy ... Redding
- Adam Redfield ... Jackson
- Jeff Williams ... Lt. Vester
- Peter McRobbie ... Lt. McGiver
- Sarah Melici ... Mrs. Rogers
- Lili Bernard ... Harlan`s Nurse
- Tim Guinee ... Fredericks
- Graham Paul ... Rick Haverford
- J.R. Horne ... Dr. Eakins